# Albert Oldman
Albert Oldman (n. 18 noiembrie 1883, Greater London, Anglia, Regatul Unit al Marii Britanii și Irlandei – d. 15 ianuarie 1961, Greater London, Anglia, Regatul Unit) a fost un boxer ce a reprezentat Regatul Unit al Marii Britanii și al Irlandei de Nord, medaliat olimpic. A participat la o ediție a Jocurilor Olimpice (1908) în care a câștigat o medalie de aur.